# Kazimieras Mizgiris

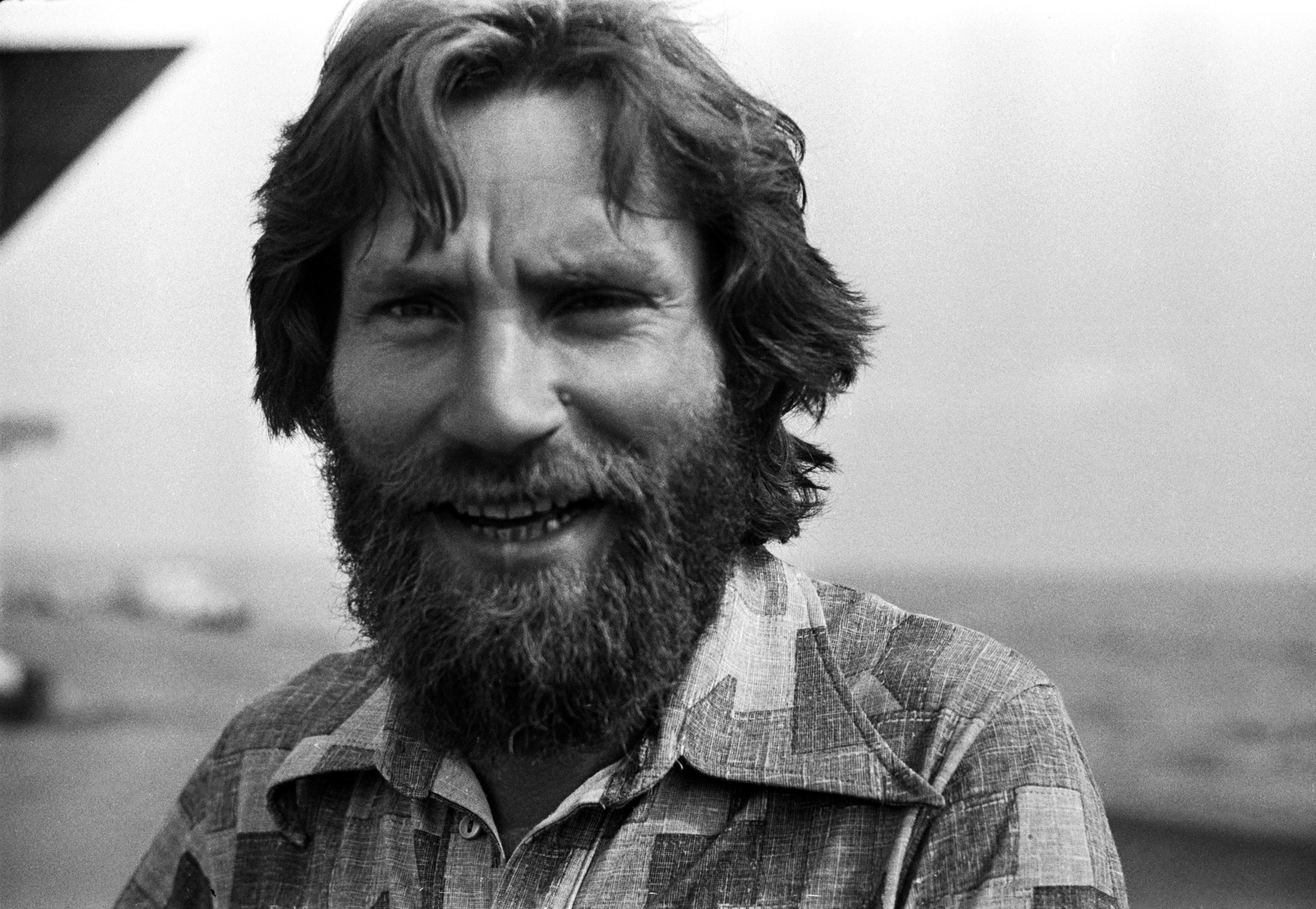
Kazimieras Mizgiris (2012)

Kazimieras Mizgiris (geboren am 24. März 1954 in Šilutė, Litauische SSR, UdSSR) ist ein litauischer Fotograf, Galerist und Bernsteinsammler.

## Leben
Mizgiris schloss das Technikum in Vilnius im Jahr 1974 ab. Er studierte in den Siebzigern an der Universität Vilnius Journalismus. In den Achtziger- und beginnenden Neunzigerjahren war Mizgiris Leiter einer Fotografenschule in Nida. Seit 1992 betreibt er das Bernsteinmuseum in Nida und seit 1993 ein weiteres in Vilnius. Er ist einer der Protagonisten in der Dokumentation Grünes Land am Ostseestrand.

## Das Bernsteinmuseum in Vilnius

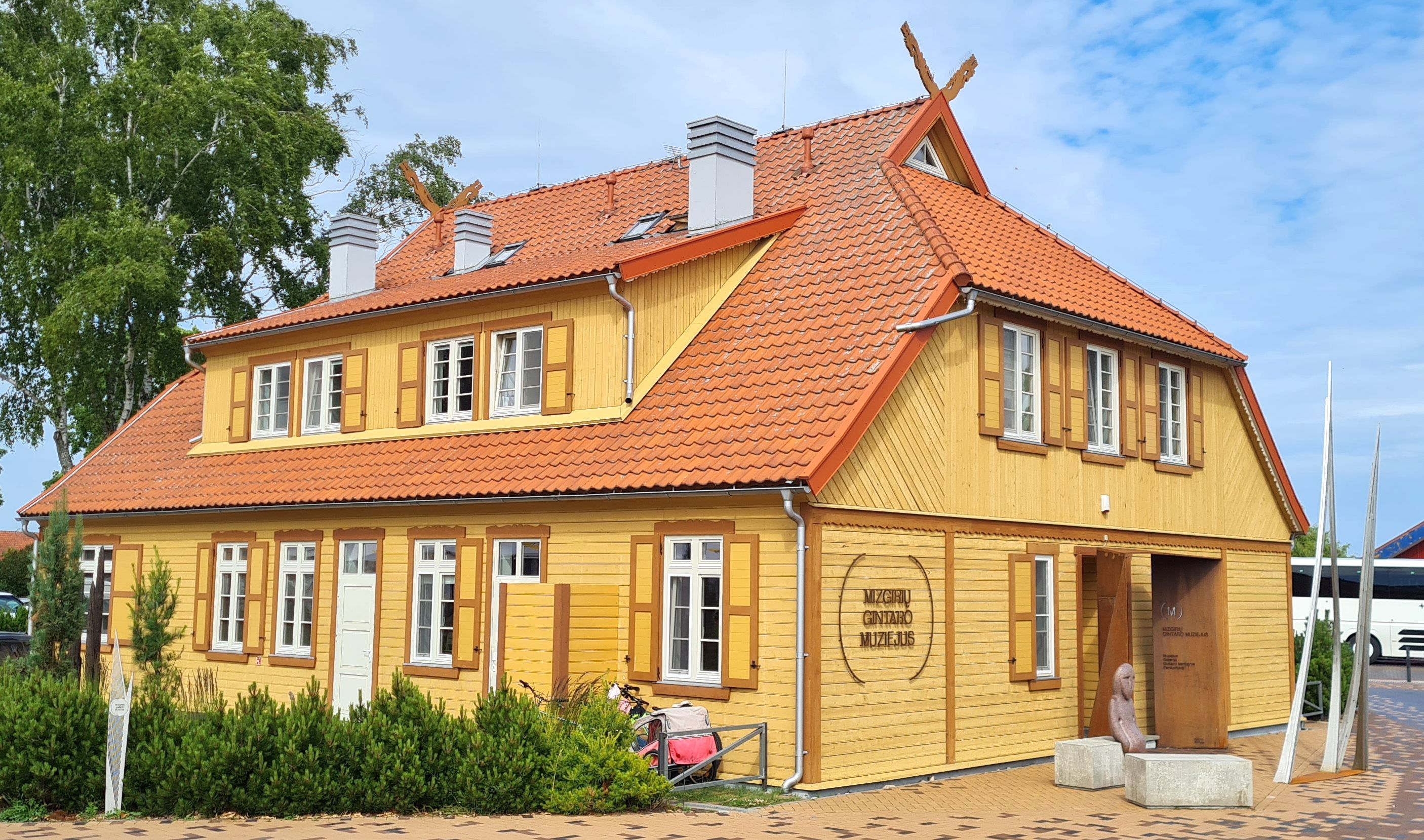
Das Bernsteinmuseum in Nida

1993 gründeten Kazimieras und Virginija Mizgiris in Vilnius das Bernsteinmuseum. Die Sammlung ist einem historischen Gebäude, das bis ins 17. Jahrhundert zurückgeht, untergebracht. Die litauischen Architekten Aidas Katilius, Rūta Klimavičiene und Gotas Gailiušias gestalteten das Haus zu einem modernen Museum. Im Erdgeschoss des Hauses befindet sich eine Galerie, in der Arbeiten zeitgenössischer Künstler und Schmuckdesigner ausgestellt werden, die sich mit dem Werkstoff Bernstein auseinandersetzen. Das Untergeschoss enthält eine umfangreiche Sammlung von Bernstein und dokumentiert außerdem die Geschichte und die historischen Handelswege des Bernstein.

## Ehrungen
- 2021: Ehrenbürgerschaft der Stadt Neringa[4]

## Ausstellungen
- 2019: 100 years of bauhaus IV: The Curonian Spit. Kazimieras Mizgiris, Alfred Ehrhardt. Alfred Ehrhardt Foundation, Berlin.[5]

## Werke
- Wunderwelt der Dünen. Die Kurische Nehrung. Bildband. Rautenberg, Leer 1991, ISBN 3-7921-0470-9.
- mit Virginija Mizgiris: Mysterious amber world = Geheimnisvolle Bernsteinwelt. Hrsg.: Gintaro Galerija. Jokužys Publ., Nida 2000, ISBN 9986-31-167-5.
- mit Gintautas Mažeikis: Litauischer Bernstein. Baltos Lankos, Vilnius 2007, ISBN 978-9955-23-097-7 (Fotografien).
- mit Audronė Ilgevičienė: Bernstein. Stein des Meeres, des Lichtes und der Sonne. Neue Erde, Saarbrücken 2009, ISBN 978-3-89060-536-4 (Fotografien).
- Wind + sand: Curonian spit = Wind + Sand: Kurische Nehrung. Bildband. Kehrer, Heidelberg/Berlin 2019, ISBN 978-3-86828-962-6.

## Filme
- Le Lituanie - le pays vert de la Baltique = Litauen - grünes Land am Ostseestrand, 2010, Die Naturdokumentation begleitet den Fotografen Kazimieras Mizgiris über ein Jahr lang durch Litauen[6][7]
- Die Natur vor uns, 2008[8]